# Яковець Василь Павлович
Яковець Василь Павлович (1 січня 1953, с. Охрамієвичі, Чернігівська область — 26 вересня 2016) — доктор фізико-математичних наук, професор, заслужений працівник освіти України, ректор (з 1995 по 2005) Ніжинського державного педагогічного інституту-університету імені Миколи Гоголя, проректор з науково-педагогічної роботи та інформаційно-комунікаційних технологій — директор Інституту відкритої освіти ДВНЗ «УМО» Державного вищого навчального закладу «Університет менеджменту освіти» Національної Академії педагогічних наук України, автор понад 200 наукових праць.
У 1975 році закінчив фізико-математичний факультет Ніжинського державного педагогічного інституту ім. М. Гоголя.
Працював вчителем математики на Київщині, з 1978 року по 2005 р. — у Ніжинському державному педагогічному інституті-університеті імені Миколи Гоголя, де пройшов шлях від старшого лаборанта до ректора цього університету.
У 1983 році захистив кандидатську дисертацію на тему: «Асимптотичне інтегрування лінійних систем диференціальних рівнянь в частинних похідних з повільно змінними коефіцієнтами», а в 1993 році — докторську дисертацію на тему: «Асимптотичне інтегрування сингулярно збурених систем диференціальних рівнянь з виродженнями».
З 1992 року — член Американського математичного товариства.
У 2004 році отримав премію імені М. Остроградського НАН України.
Автор понад 200 наукових і науково-методичних праць.
Указом Президента України № 132/2003 від 12.02.2003 р. за вагомі 
досягнення в професійній діяльності, сумлінну багаторічну працю йому 
присвоєно почесне звання «Заслужений працівник освіти України».
У 2013 році рішенням Президії Національної академії педагогічних наук 
України відзначений медаллю ім. К. Д. Ушинського.